# Balistická raketa

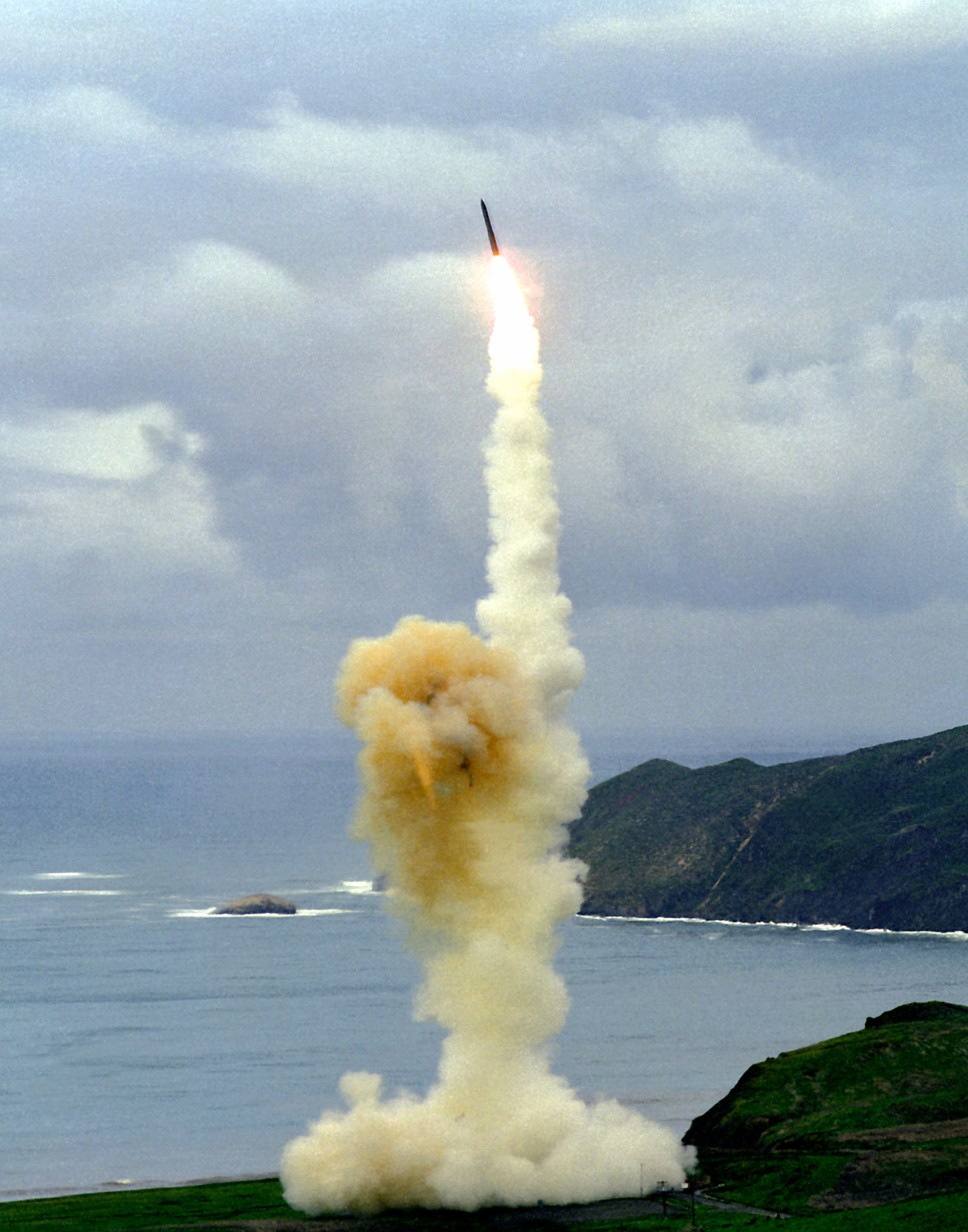
Zkušební start americké rakety Minuteman III.

Balistická raketa (nebo balistická řízená střela, anglicky ballistic missile) je raketou poháněná řízená střela, která se po větší část své cesty k cíli pohybuje s vypnutým motorem, tedy jen setrvačností podobně jako dělová střela po balistické dráze (odtud název). Moderní balistické řízené střely jsou schopné dopravit s vysokou přesností (kruhová odchylka většinou do 500 metrů) na různou vzdálenost (od stovek do 12 000 kilometrů) bojovou hlavici (anglicky warhead), vybavenou buď konvenční výbušninou, nebo zbraní hromadného ničení (typicky jadernou nebo termonukleární náloží), výjimečně i kazetovou hlavicí. Bojová hlavice je u raket s větším doletem umístěna ve speciálním pouzdře nazývaném návratové těleso, které je opatřeno tepelnou ochranou, umožňující překonat vysoké tepelné namáhání způsobené aerodynamickým ohřevem během sestupu atmosférou k cíli. Některé balistické rakety s vyšším doletem mohou navíc nést více samostatně naváděných návratových těles a řadu tzv. klamných hlavic, většinou nafukovacích z pokovené umělohmotné fólie, které mají za cíl znesnadnit systémům protiraketové obrany účinný zásah proti blížícím se projektilům.
Moderní balistické rakety používají motory na tuhé pohonné látky, které mají z vojensko-operačního hlediska řadu výhod, z nichž hlavní jsou dlouhodobá skladovatelnost ve stavu bojové pohotovosti, vysoká spolehlivost a relativně bezpečná obsluha a údržba. Jistou nevýhodou je poněkud menší výkonnost ve srovnání s raketami na kapalné pohonné látky; pokrok ve vývoji heterogenních tuhých pohonných látek v posledních desetiletích však i tento rozdíl značně snížil.

## Dělení balistických raket

### Dělení podle doletu

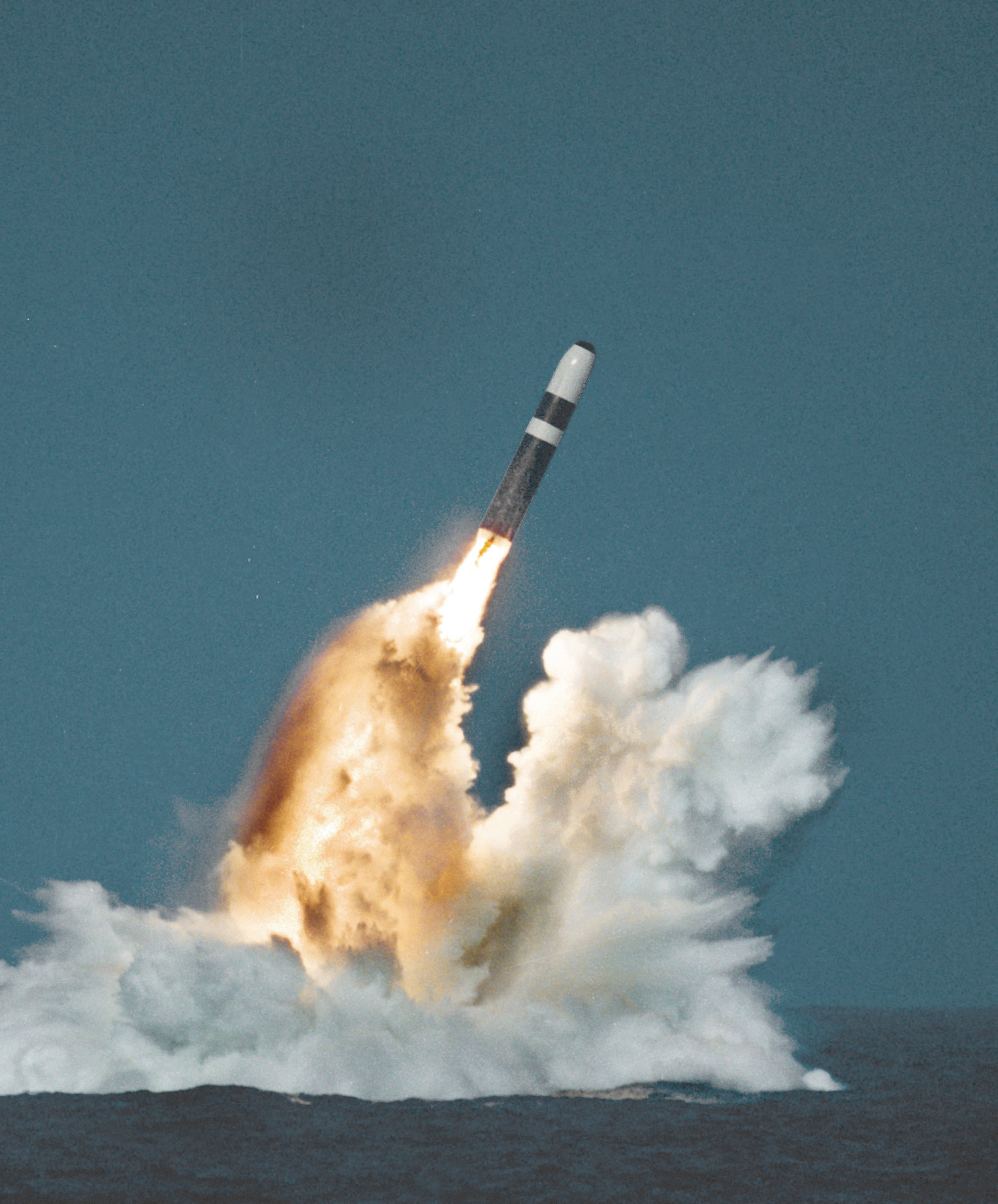
Střely Trident II patří do kategorie SLBM

Balistické rakety se podle doletu dělí na několik skupin:
- Taktické balistické střely – balistické střely velmi krátkého doletu, dolet 150 až 300 km (anglicky Tactical Ballistic Missiles)
  - Taktické balistické střely, dolet do 200 km (anglicky BRBM, Battlefield Range Ballistic Missiles)
- Balistické střely krátkého doletu, dolet 1000 km (SRBM, Short Range Ballistic Missiles)
- Balistické střely středního doletu
  - dolet 1000 až 2500 km, (MRBM, Medium Range Ballistic Missiles)
  - dolet 2500 až 5500 km (IRBM, Intermediate Range Ballistic Missiles)
- Mezikontinentální balistické střely, dolet nad 5500 km (ICBM, Inter-Continental Ballistic Missiles)
  - Mezikontinentální balistické střely s omezeným doletem, resp. balistické střely dlouhého doletu (5500 až 8000 km) (LRICBM, Limited Range Inter-Continental Ballistic Missiles, LRBM, Long-Range Ballistic Missiles)
  - Mezikontinentální balistické střely s plným rozsahem doletu, dolet 8000 až 12 000 km (FRICBM, Full-Range Inter-Continental Ballistic Missiles)

Jedinými použitými taktickými střelami byly rakety V-2, Scud a SS-21 Scarab. Rakety s doletem vyšším než 1000 km (MRBM a výš) jsou téměř vždy vybaveny jadernými hlavicemi (konvenční nálože by „nezaplatily“ hodnotu rakety – např. LGM-118 stojí 70 mil. dolarů).

### Dělení podle vypouštění
Podle způsobu vypuštění se dělí na:
- Balistické střely vypouštěné ze vzduchu, např. GAM-87 Skybolt (ALBM, Air-Launched Ballistic Missile)
- Balistické střely vypouštěné z ponorek; mohou mít různý dolet, např. Bulava (SLBM, Submarine-Launched Ballistic Missiles)
- Balistické střely vypouštěné ze země (tzv. raketových sil) (pro tyto střely se v angličtině žádná zkratka nepoužívá)

## Fáze letu

Letové fáze ICBM LGM-30G Minuteman III

Balistické rakety s delším doletem mají tři fáze letu, které korespondují s jejich stupni.
1. „Zvedání“, nabírání výšky (anglicky boost) – trvá 3-5 minut, během ní se raketa dostane do výšky (nebo již vzdálenosti od povrchu) 150–400 km
2. Střední fáze (mid-course) – trvá v průměru okolo 25 minut, jedná se o suborbitální vesmírný let s apogeem přibližně 1200 km, raketa si vybírá nejkratší cestu k cíli (korigovanou o rotaci Země); již v této fázi může vypouštět MIRV nebo využít prostředky proti protiraketovým systémům: vypouštění návnad, rušení vlastního elektromagnetického odrazu vypuštěním oblaku jemně rozdrcených hliníkových plíšků. Vstup do kosmického prostoru v takovýchto vzdálenostech od Země má své výhody: prostor bez atmosféry neklade odpor pohybu, což je energeticky výhodné; na trajektorii rakety nepůsobí vítr, bouře a jiné atmosférické vlivy; raketa může dosáhnout výšku, rychlost a úhel úderu, který znemožňuje její zničení z místa cíle konvenčními způsoby.
3. Znovuvstoupení do atmosféry (reentry) – začíná ve výšce 100 km a trvá asi 2 minuty. Vstup do atmosféry klade vyšší nároky na návrh takovýchto hlavic. Současné hlavice dopadají na cíl rychlostí okolo 4 km/s (~14 000 km/h). Několik málo typů hlavic balistických střel dokáže i při této rychlosti měnit své cíle a manévrovat (Bulava, UGM-96 Trident I).

Rakety s doletem nižším než 350 km nevystupují z atmosféry.

## Konkrétní rakety
| - DF-4 - DF-5 - DF-21 - DF-31 - Hadès - M45 - M51 - M5 - Pluton - Agni - Agni II - Agni III - Prithvi - Surya - Al Abbas - Al Hijarah - Al Hussein - Al Hussein II - Al Samoud - Al Samoud II - Qadr 110 - Shahab-3 - Shahab-4 - Shahab-5 - Jericho | - Abdali-I - Badr - Ghauri-I - Ghauri-II - Ghauri - Ghaznavi - Hatf-I - Shaheen - Shaheen-II - Scud - R-36 (NATO: SS-9 Scarp) - R-36M (NATO: SS-18 Satan) - RT-23 Moloděc (NATO: SS-24 Scalpel) - RSM-54 R-29RMU Siněva (NATO: SS-N-23 Skiff) - RS-28 Sarmat (NATO: SS-X-30 Satan 2) - Topol-M (NATO: SS-27 Sickle B) - Trident - Archer (raketa) - KN-23 - KN-24 - Nodong-1 - Taepodong-1 - Taepodong-2 - Trident - Minuteman - Peacekeeper - Polaris - Poseidon - Skybolt - Titan II - V-2 (IPA: fʌu cvʌɪ) - Condor |